# Хьюго Рейес
Хью́го (Уго) Ре́йес (англ. Hugo Reyes), также известный под прозвищем Хёрли (англ. Hurley) — один из главных героев американского телесериала «Остаться в живых». Эту роль сыграл Хорхе Гарсиа, в переводе Первого канала его озвучил Пётр Иващенко.

## Биография
Хёрли жил в Санта-Монике, штат Калифорния. В детстве его бросил отец, и на почве этого стресса у него стало развиваться ожирение. Позже он даже попал в психбольницу из-за своего веса — Хьюго вышел на балкон, на котором стояло 23 человека при норме 8, и балкон обвалился. 2 человека погибли. Хёрли попал в ту же больницу, где лечились Либби и мать Локка Эмили Локк. В больнице он придумывает себе воображаемого друга — Дейва, при этом долго не может поверить, что Дейв — лишь плод его фантазии. При этом Дейв «приходит» к нему на следующую ночь и «предлагает» сбежать из больницы. Хёрли подчиняется, спускается вниз и открывает окно, позволив Дейву уйти, избавившись от навязчивой фантазии.
Вылечившись, Хёрли идёт работать в закусочную. Но его жизнь круто меняется, после того как он выигрывает в лотерею $ 158 млн, записав в билет числа 4 8 15 16 23 42, которые постоянно повторял один из пациентов психиатрической клиники. Он решает уволиться из закусочной, воспользовавшись небольшим скандалом с начальником. Забрав с собой своего лучшего друга Джонни, он решает воспользоваться моментом и расслабиться. Они едут в магазин купить CD с музыкой Drive Shaft. В магазине Хёрли назначает свидание девушке-продавщице. С Джонни они едут к дому бывшего работодателя — хозяина закусочной — чтобы напакостить ему, а потом Хьюго сообщает Джонни, что ему надо заехать в ещё одно место. Они приезжают к супермаркету, где должна состояться выдача приза за лотерею. Джонни выходит первым и, видя, что именно Хёрли является победителем лотереи, к которому подбегают журналисты, останавливается на месте и, посмотрев в сторону Хьюго, уходит прочь.
После получения приза Хёрли начинают преследовать несчастья: во время интервью в прямом эфире его дедушка умирает от инфаркта; когда он покупает новый дом для матери и привозит её к нему, то видит, что в доме пожар, его мать ломает ногу, а его самого арестовывает полиция, перепутав с наркодилером. Когда он покупает закусочную, и это событие снова освещается репортёрами, в закусочную, где находилась съёмочная группа попадает метеорит.
К Хёрли возвращается отец, но он не верит, что тот вернулся не из-за денег. Хёрли на выигранные деньги приобретает контрольный пакет акций упаковочной фирмы, где работает Локк. Он пытается убедить менеджера, что деньги приносят ему несчастья, но тот считает это лишь выдумками и в этот момент за окном пролетает человек, выпавший с верхних этажей здания. Во время разговора Хьюго понимает, что несчастья приносят не деньги, а числа. Хёрли приезжает в больницу, где когда-то лежал, и встречается с одним из пациентов — Леонардом — который всё время повторял загадочные числа: 4 8 15 16 23 42. Леонард не хочет разговаривать с ним, но, узнав, что Хёрли написал числа на лотерейном билете и выиграл большую сумму денег, начинает нервничать и называет Хёрли имя человека, который может рассказать о числах. Хьюго летит в Австралию. Он встречается с вдовой сослуживца Леонарда. Та рассказывает ему историю о том, что в прошлом её муж и Леонард служили на станции связи в Тихом океане. Однажды в эфир пробился голос, беспрестанно повторяющий эти числа. Они запомнили эти числа и решили испробовать в лотереях. Но после того, как они выигрывали, их преследовали несчастья. В результате Леонард сошёл с ума, а его друг застрелился.
Проснувшись утром 22 сентября 2004 года Хёрли понимает, что опаздывает на самолёт, летящий в Лос-Анджелес. Он быстро собирает вещи, но, подойдя к лифту, не помещается туда, так как там уже стоит Чарли и ещё несколько человек. Машина, на которой он ехал в аэропорт, ломается, едва проехав 42 мили. В аэропорту он пытается успеть на посадку, заходит не в свой терминал, его заставляют купить ещё один билет, он проталкивается вперёд очереди, вызывая недовольство Арцта. Наконец он последним успевает к терминалу 23 и после недолгих уговоров стюардесса впустила его на борт. Он прошёл по салону, помахал рукой Уолту, игравшему в портативную приставку и, включив плеер, сел на своё место.

### На острове

#### Первый сезон
Хьюго оказался среди выживших пассажиров рейса 815, летевших в центральной части самолёта. После крушения он стал помогать окружающим выбираться из-под завалов. Хьюго помогал Джеку оперировать Эдварда Марса, судебного пристава, конвоировавшего Кейт, и вместе с ним узнал личность преступницы, но сохранил её в тайне.
Обыскивая чемоданы, выжившие нашли клюшки для гольфа, и Хёрли организовал соревнования, используя в качестве поля большую равнину на острове. После ночного нападения Итана на Клер он решает провести «перепись» спасшихся, чтобы точно установить, кто выжил в катастрофе. После сопоставления полученных данных со списком летевших в самолёте он устанавливает, что Итан не летел в самолёте, а присоединился к выжившим, когда они уже потерпели крушение.
Рассматривая карты Руссо, принесённые Саидом, Хьюго находит записанные на них числа, с помощью которых выиграл в лотерею. Он решает найти француженку, надеясь узнать значение чисел. Вместе с Саидом, Чарли и Джеком он идёт в джунгли по кабелю, вытащенному из песка. В джунглях они разделяются, потому что подвесной мост, по которому прошли Хёрли и Чарли оборвался, оставив Джека и Саида с другой стороны. Хьюго с Чарли попадают под обстрел из снайперской винтовки, Чарли убегает, а Хёрли остаётся и говорит с Руссо. Та рассказывает ему, что оказалась на острове из-за беспрестанного сигнала, который и услышал когда-то Леонард. Даниэль согласилась с Хёрли, что числа приносят несчастья, и стала первым человеком, поверившим ему.
Хьюго вызвался пойти вместе с Джеком, Кейт, Локком и Арцтом за динамитом, чтобы взорвать крышку люка и проникнуть в бункер. Пока остальные находились внутри корабля «Чёрная скала», Хёрли находился рядом с кораблём и слушал рассказы Арцта о своей жизни. После гибели Арцта он единственный отказался нести динамит, в то время как другие спорили между собой за право сделать это. Когда группа дошла до бункера и динамит был уже заложен, Хёрли заметил на крышке люка цифры 4 8 15 16 23 42 и бросился тушить фитиль, из-за чего чуть было не погиб от взрыва, но был спасён Джеком.

#### Второй сезон
После взрыва люка Хёрли и Джек вернулись обратно в лагерь, решив, что ночью лезть в бункер не стоит. По пути Хёрли рассказал ему о проклятии чисел, но Джек не поверил ему. Позже, когда в бункере нашлись запасы еды, Хьюго был назначен ответственным за их распределение. Он рассказывает Роуз о бункере и просит её помочь ему составить список продуктов. Подсчитав, что продуктов надолго не хватит, он раздаёт всем понемногу, поборов своё пристрастие к еде и страх того, что его все будут ненавидеть. После того, как к выжившим присоединяются пассажиры хвостовой части самолёта, Хёрли знакомится с одной из них — Либби, которая представляется психологом. Он показывает ей еду, которую он украл из бункера и спрятал в лесу. Та советует ему уничтожить всё, что он и делает.
Но Кейт и Джек находят в джунглях запасы еды DHARMA Initiative, которая была, вероятно, сброшена с какого-то самолёта. Хьюго смотрит, как все жадно разбирают еду, и случайно замечает среди выживших Дейва — своего воображаемого друга. Хёрли считает, что к нему вернулась болезнь, и просит у Сойера таблетки, которые пил в больнице. Сойер смеётся над ним, и между ними завязывается драка. На вопросы Либби, почему он подрался с Сойером, Хьюго не хочет отвечать. Он снова видит в джунглях Дейва и гонится за ним. Дейв говорит ему, что на самом деле остров и всё, что произошло с ним после выхода из больницы — лишь плод его фантазии, что Хёрли до сих пор лежит в больнице Санта-Роза в коме и что ему надо спрыгнуть со скалы, чтобы вернуться в реальный мир, после чего сам бросается со скалы в море. Хёрли был уже готов прыгнуть за ним, но его остановила Либби, следившая за ним, и убедила, что всё, что он видит — реальность.
После этого случая отношения Хёрли и Либби становятся романтичным, и Хёрли приглашает Либби на пикник-свидание. Но когда они приходят к месту назначения Либби понимает, что у них нет одеяла и идёт за ним в бункер, где становится случайной свидетельницей убийства Аны-Люсии. Майкл, убивший Ану-Люсию, случайно застрелил и её. Так как Майкл сказал всем, что Ану-Люсию и Либби убил сбежавший Генри Гейл, Хёрли соглашается идти с ним к «Другим» за Уолтом. Когда становится известно, что Майкл вёл его, Сойера, Кейт и Джека в ловушку, Хьюго в гневе решает возвращаться в лагерь, но Джек останавливает его, убедив, что так будет лучше. В результате они оказываются захваченными «Другими» в плен, но Бен отпускает Хёрли, чтобы он предупредил остальных, чтобы они не приходили к лагерю «Других».

#### Третий сезон
Возвращаясь в лагерь, Хьюго встретил в лесу Локка, который оказался выброшен наружу после уничтожения станции Лебедь, и Десмонда, который после взрыва получил способность видеть будущее. После того, как Десмонд предсказывает Чарли неизбежную смерть, Хёрли пытается отвлечь его и развеселить. Винсент принёс на пляж скелетированную человеческую руку и привёл Хёрли к перевёрнутому заброшенному микроавтобусу, принадлежавшему «Дхарме». Внутри Хьюго обнаружил тело уборщика Роджера Лайнуса — отца лидера Других Бена. Вместе с Сойером и Джином он переворачивает микроавтобус и решает испробовать его. Хьюго зовёт Чарли совершить поездку, чтобы развлечь его и отвести от печальных мыслей. Из-за неисправности механизма они чуть было не погибают, но Хёрли удаётся справиться с управлением и завести автомобиль.
В отсутствие Джека и Локка Хёрли с Сойером некоторое время выполняли функции лидеров. Когда произошёл инцидент с Никки и Пауло, они вдвоём расследовали обстоятельства, при которых те, как им казалось, были убиты. В конце концов, Хьюго решил похоронить их, что и было сделано, несмотря на то, что во время захоронения Никки стала открывать глаза, избавившись от действия парализующего яда.
После очередного видения Десмонд просит Хёрли привести его к кабелю, зарытому в песке. Вместе с Чарли и Джином, они идут в джунгли, где, следуя видению Десмонда, должен упасть некто, спрыгнувший с вертолёта. Они находят в джунглях Наоми, которая говорит им, что все, кто летел рейсом 815 погибли, а самолёт найден на дне океана. Позже, когда Другие напали на лагерь выживших с целью захватить беременных женщин, Хёрли, захватив микроавтобус, помогает отбить нападение, задавив одного из них.

#### Четвёртый сезон
На берег выбирается Десмонд и рассказывает, о том, что произошло на станции «Зеркало». Десмонд, Саид, Бернард, Джин и Хёрли решают сообщить остальным, что люди на корабле посланы не Пенни. Возвращаясь к радиовышке, Хьюго теряется в лесу и случайно набредает на хижину Джейкоба. Там он видит Кристиана, но, испугавшись, убегает от хижины и сталкивается с Локком. Вместе с ним они идут к другим группам выживших. Все встречаются около разбитой носовой части самолёта. Хёрли убеждает многих пойти с Локком в деревню Других, которую они покинули, мотивируя людей гибелью Чарли во имя их спасения. Группа Локка отправляется в деревню. С ними идут Саид, Майлз и Кейт. Они не находят в деревне никого, кроме связанного Хьюго, который был оставлен в качестве ловушки для пришедших за Шарлоттой.
Хёрли оказывается среди немногочисленной группы выживших после нападения отряда Кими на деревню. Бен и Локк решают идти к хижине Джейкоба, чтобы понять, что делать далее. Локк получает указание переместить остров, и они втроём отправляются к станции «Орхидея». Лайнус решает, что Хёрли не следует идти на саму станцию и отпускает его, и он присоединяется к группе Джека. Хьюго, Джек, Сун, Сойер и Кейт с Аароном садятся в вертолёт, чтобы лететь на корабль «Kahana». Но в полёте пилот вертолёта замечает, что бак пробит во время перестрелки, и сообщает, что для того, чтобы вертолёт не упал в океан, надо сбрасывать груз. Из вертолёта выбрасываются сначала все вещи, а затем прыгает Сойер. Вертолёт подлетает к кораблю, садится на него, берёт на борт Саида и Десмонда, но не успевает забрать Джина, и взлетает прежде, чем бомба, заложенная Кими, детонирует и разрушает корабль. Вертолёт падает в воду, но все выживают. Через несколько часов люди оказываются спасены кораблём, который снарядила невеста Десмонда Пенни для его поисков.

### После острова и возвращение на него
Оказавшись в составе «Шестёрки Oceanic», Хёрли выбирается с Острова и улетает из Индонезии на Гавайи, где всех встречают родственники. Его встречают отец и мать. На пресс-конференции он заявляет, что намерен отказаться от ранее выигранных денег. Он поддерживает отношения со всей «Шестёркой Ошеаник».
Сун приглашает Хьюго на рождение своей дочери. Он удивлён, что оказался единственным приглашённым. Они вместе посещают могилу Джина, на которой написано, что он погиб в день катастрофы — 22 сентября 2004.
Психика Хёрли всё больше расшатывается. Во время одного из походов в магазин он видит около себя призрак Чарли и начинает испытывать панический страх. Хьюго угоняет автомобиль и пытается скрыться от полиции. Его задерживают. В участке его допрашивает бывший напарник Аны-Люсии, который интересуется, был ли Хёрли с ней знаком. Тот отвечает отрицательно. Как только детектив выходит из комнаты, Хьюго видит последние мгновения жизни Чарли — взрыв гранаты Михаилом и затопление станции «Зеркало». Хёрли просит, чтобы его посадили в психиатрическую лечебницу Санта-Роза, где он уже лечился.
В больнице его часто навещает Джек. Хьюго извиняется перед ним, что убедил людей идти с группой Локка. Он рассказывает Джеку, что к нему постоянно приходит дух Чарли и просит вернуться на остров, чтобы спасти оставшихся, но Джек ему не верит. К Хёрли приходит Уолт с бабушкой — матерью Майкла. Он интересуется, почему все из «Шестёрки Oceanic» лгут про события на острове. Но Хьюго говорит ему, что это — ложь во спасение.
После почти 3 лет нахождения в лечебнице, к нему приходит Саид с новостью о том, что Джереми Бентам умер, а за больницей ведётся круглосуточное наблюдение и им нужно бежать. Таким образом Хьюго сбегает из больницы. И хотя после острова, жизнь Хьюго складывается довольно плохо, он не хотел возвращаться и прилагал все усилия дабы не вернуться. Его ловят полицейские и он признаётся, что убил четверых человек (которых убил Саид) и его сажают в тюрьму, но Бен Лайнус, благодаря связям, освобождает Хьюго. После освобождения Хьюго садится в такси, где сидит Джейкоб (защитник острова), который говорит ему, что тот должен сесть в самолёт. Хьюго скупает все билеты на этот рейс, но, войдя в самолёт, видит Джека, Кейт и других старых знакомых. После чего самолёт взлетает и, благодаря перемещению во времени, они все оказываются на острове.

## Создание персонажа
Хорхе Гарсия был первым актёром, которого продюсеры отобрали для участия в сериале. На кастинге, где он читал роль Сойера, ему было сказано, что он подходит, но для него напишут новую роль. Режиссёр сериала Дж. Дж. Абрамс заметил его в ситкоме «Умерь свой энтузиазм» и пригласил на эту роль.
Во время рекламной кампании второго сезона сериал в России Хорхе Гарсия был одним из актёров, снявшихся в рекламных роликах для Первого канала. В 20-секундном ролике актёр произнёс две фразы: «Привет, я Хёрли» и «Я на первом!».
За роль в сериале Гарсия был номинирован на получение нескольких премий и получил три награды. Он четырежды был номинирован на Teen Choice Awards: в 2005 за лучшую мужскую роль в телесериале (англ. Choice TV Breakout Performance - Male), а в 2005, 2006 и 2007 — на премию «Choice TV Sidekick», но ни одной не выиграл. Трижды он был номинирован на премию ALMA в номинации «выдающийся актёр второго плана в телесериале» (англ. Outstanding supporting actor in a TV series) — в 2006, 2007 и в 2008, причём в 2006 и 2008 получил награду. В 2007 он был также номинирован на премию Imagen Foundation в номинации «лучший актёр второго плана — телевидение» (англ. Best Supporting Actor - Television). В 2006 году в составе группы номинантов Хорхе Гарсия удостоился награды гильдии киноактёров за «выдающуюся работу актёрского ансамбля в телесериале» (англ. Outstanding Performance by an Ensemble in a Drama Series).
После выхода сериала числа 4 8 15 16 23 42, которые Хёрли использовал для выигрыша лотереи, стали очень популярным выбором для игроков в лотереи. В частности, когда первые четыре числа розыгрыша джекпота Mega Millions совпали с числами из сериала, несколько тысяч человек разделили выигрыш лотереи.

## Культурные отсылки
- Хьюго, как истинный фанат Звёздных Войн, произносит фразу, звучащую в каждом из эпизодов саги — это известная фраза «У меня плохое предчувствие насчёт этого…» (англ. I’ve got a bad feeling about this).
- В сериале «Как я встретил вашу маму» персонаж Хорхе говорит: «Я словно всю жизнь провёл на острове». Также когда просят назвать случайные числа он называет комбинацию 4 8 15 16 23 42